# Заможне (Роздільнянський район)
Заможне (до 2016 року — Незаможник, Комуна Незаможник) — село в Україні, у Новоборисівській сільській громаді Роздільнянського району Одеської області. Населення становить 355 осіб.
До 17 липня 2020 року було підпорядковане Великомихайлівському району, який був ліквідований.

## Історія
Станом на 1 вересня 1946 року село Комуна Незаможник було в складі Благоївської сільської Ради Цебриківського району.
На 1 травня 1967 року село входило до складу Петрівської сільської Ради.
Одеська обласна рада народних депутатів рішенням від 25 листопада 1991 року у Великомихайлівському районі утворила Першотравневу сільраду з центром в селі Першотравневе і сільській Раді підпорядкувала села Благоєве, Данилівка і Незаможник Петрівської сільради.

## Населення
Згідно з переписом 1989 року населення села становило 346 осіб, з яких 162 чоловіки та 184 жінки.
За переписом населення 2001 року в селі мешкало 355 осіб.

### Мова
Розподіл населення за рідною мовою за даними перепису 2001 року:
| Мова       | Чисельність | Відсоток |
| ---------- | ----------- | -------- |
| українська | 287         | 80,85%   |
| російська  | 44          | 12,39%   |
| вірменська | 14          | 3,94%    |
| болгарська | 10          | 2,82%    |
| Усього     | 355         | 100%     |